# Yas (entreprise)
Cet article concerne l'opérateur télécom. Pour le chanteur, voir Yas. Pour la filiale sénégalaise, voir Yas Sénégal.
Yas est un Opérateur de télécommunications et un fournisseur d'accès Internet malgache. Elle comptait, en 2024, près de 95 millions de clients en Afrique.
Yas était à l'origine une entreprise publique dénommée Télécom Malagasy, jusqu'au 27 novembre 2024, date à laquelle Axian Telecom décide de rassembler ses marques sous un même nom.

## Historique
Telecom Malagasy prend naissance en 1896 avec la première ligne de services téléphoniques à Antananarivo, accompagnée des premières cabines téléphoniques en 1904. Il faut cependant attendre 1971 pour que Telma propose les appels à l'international.
Internet est lancé sur la grande île en 1995. Telma fournit la logistique lors du lancement d'Orange à Madagascar en 1996, puis d'Airtel l'année suivante. 
L'État malgache annonce la privatisation de TELMA en 2001 et choisit DISTACOM pour son rachat qui se conclut en 2004.
L'offre TELMA Mobile est lancée en 2006. En 2010, le réseau TELMA se connecte au câble EASSy, ouvrant l'accès à la fibre optique dans le pays, et lance MVola, son service de transfert d'argent par téléphone mobile qui permet dès 2012 de régler ses factures via portable. En 2008, TELMA inaugure la finalisation du backbone national en fibre optique, et lance la 3G+ l'année suivante.
En mars 2015, TELMA rachète à Numericable (alors détenu à 60 % par Altice) les activités mobiles d'Outremer Telecom pour 70 millions d'euros,. TELMA restructure l'entreprise qui devient Telco OI (société Telecom Réunion Mayotte) et qui commercialise ses forfaits mobile sous la marque Only. En octobre 2015, l'opérateur français Free entre à hauteur de 50 % dans le capital de Telco OI, opérant ainsi sa première percée sur la Réunion et Mayotte. 
En septembre 2016, alors que l'ARTEC (autorité de régulation des télécommunications) reproche à Orange Madagascar de ne pas avoir renouvelé ses licences d'exploitation périmées depuis février 2016, la filiale de l'opérateur français annonce lancer une offre 4G sur l'île, mais en louant les réseaux à TELMA, un choix qui permet à Orange de rétablir de bonnes relations avec l'ARTEC,.
En 2019, un contrat commercial signé avec Ericsson, d'un montant de 100 millions de dollars, prévoit sur quatre ans le déploiement de 2 000 sites mobiles qui permettront à l’opérateur télécoms de compléter sa couverture réseau du pays. Il est également prévu le déploiement de sites 4.5G puis 5G dans des zones à haute densité.
L'opérateur Telma a annoncé le lancement commercial du son réseau 5G le 1er juillet 2021, en partenariat avec Ericsson.
Le 26 novembre 2024, Axian Telecom rassemble toutes ses marques en Afrique sous la marque Yas.

## Identité visuelle

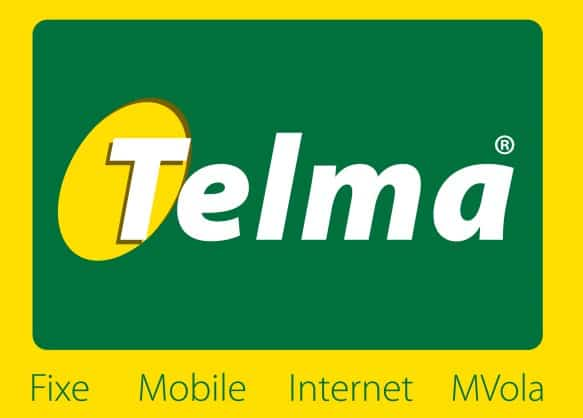
Logo de Telma de 2001 à 2024.
Logo de Yas depuis 2024.